# María Luisa de Schleswig-Holstein
María Luisa de Schleswig-Holstein (Windsor, 12 de agosto de 1872 - Londres, 8 de diciembre de 1956) fue un miembro de la familia real británica, nieta de la reina Victoria del Reino Unido.

## Primeros años
Nació en Cumberland Lodge, en Windsor Great Park. Su padre era el príncipe Cristián de Schleswig-Holstein, tercer hijo del duque Cristián Augusto II de Schleswig-Holstein-Sonderburg-Augustenburg, y la condesa Luisa Sofía de Danneskjold-Samsøe. Su madre era la princesa Elena, hija de la reina Victoria del Reino Unido y del príncipe Alberto de Sajonia-Coburgo-Gotha. Sus padres residían en el Reino Unido, en Cumberland Lodge, y la princesa era considerada miembro de la familia real británica. En virtud de la patente real de 1866, fue titulada Su Alteza la princesa María Luisa de Schleswig-Holstein.
María Luisa, cuyo apodo en la familia era Louie, tuvo una infancia feliz y creció con sus tres hermanos mayores, Cristián Víctor, Alberto y Elena Victoria, principalmente en Cumberland Lodge. La familia en general llevaba una vida tranquila, con la princesa Elena a cargo de la correspondencia y el papeleo de su madre, la reina Victoria, como secretaria privada, mientras que el príncipe Cristián supervisaba la supervisión de los jardines reales del Castillo de Windsor. María Luisa y su hermana, Elena Victoria, recibieron lecciones privadas de una institutriz francesa. Sin embargo, su madre le dio especial importancia a una educación sencilla sin demasiados privilegios. Se animó a las princesas a ser humildes, a hacer tareas como ayudar en la casa y limpiar sus habitaciones ellas mismas, y a usar ropa sencilla. La institutriz les enseñó francés, virtudes cortesanas y música, mientras que el príncipe Cristián les enseñó alemán a sus hijas. La princesa Elena era caritativa y defensora de la enfermería. A menudo llevaba a sus hijas a visitas a hospitales y bazares de caridad y les enseñaba los conceptos básicos del trabajo social y médico. María Luisa y Elena Victoria más tarde apoyaron a varias organizaciones caritativas como el Hogar de Ancianos de la Princesa Cristián cerca de Windsor, que fue fundada por su madre.
En su juventud, María Luisa visitaba a menudo a su abuela, la reina Victoria. Se llevaba muy bien con muchos de sus primos que vivían en Inglaterra o en el extranjero, especialmente los hijos de su tía, la princesa Alicia. Con su prima de la misma edad, la princesa Alix de Hesse-Darmstadt, quien más tarde se convirtió en la esposa del zar Nicolás II de Rusia, tenían una estrecha amistad. María Luisa escribió que ella y Alix eran: "... más hermanas que primas". Junto con Elena Victoria y Alix, fue la dama de honor en la boda de su tía, la princesa Beatriz, y el príncipe Enrique de Battenberg, en 1885. María Luisa ha sido descrita como inteligente y sorprendentemente elegante debido a su esbelta estatura y sus ojos azules.

## Matrimonio

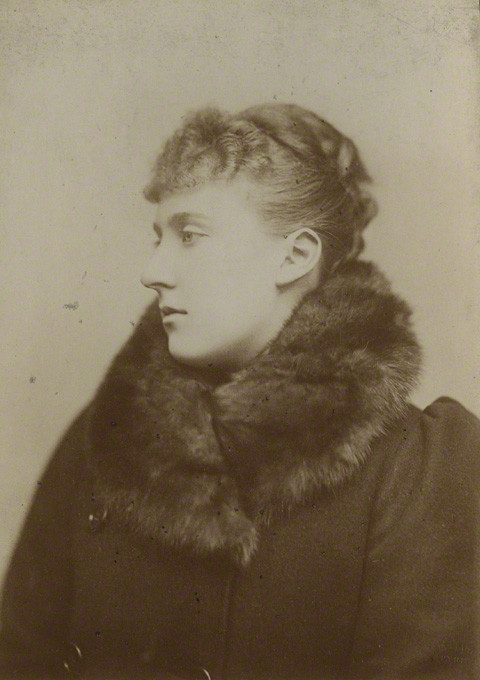
La princesa María Luisa en 1890 tomada por Alexander Bassano.

Como nieta de la reina británica, María Luisa no tenía escasez de posibles candidatos al matrimonio. El príncipe heredero Fernando de Rumania mostró interés en ella, pero ella no correspondió a sus sentimientos. En 1890 viajó a Berlín para asistir a la boda de su prima, la princesa Victoria de Prusia. Durante las celebraciones, conoció al príncipe Ariberto de Anhalt, el cuarto hijo del duque Federico I de Anhalt y de la princesa Antonieta de Sajonia-Altemburgo, y se enamoró de él. Más tarde escribió sobre Ariberto: "Era muy alto, apuesto y con una personalidad llamativa y supongo que para una joven de dieciocho años era el hermoso ideal de un oficial de caballería. Puedo decir sin dudarlo que me he enamorado por completo de su encanto; en otras palabras, Me enamoré. Me prestó mucha atención, lo cual fue halagador y confuso". Su primo, el káiser Guillermo II de Alemania, fue fundamental en la creación de su conexión. Ariberto era considerado una persona amigable y en diciembre de 1890, la pareja se comprometió en el Nuevo Palacio en Potsdam y fue oficializado. Los padres de María Luisa les dieron la bienvenida, los padres de Ariberto también le dieron la bienvenida a la familia, mientras que la reina Victoria se sorprendió por la velocidad del compromiso.
El 6 de julio de 1891, se casaron en la Capilla de San Jorge, en el Castillo de Windsor, en presencia de la reina Victoria, el emperador alemán (que también actuó como padrino), la emperatriz Augusta Victoria, y la familia real británica. Primero pasaron su luna de miel en Cumberland Lodge durante unos días antes de viajar a los Países Bajos y Bayreuth. En Bayreuth, María Luisa conoció a la viuda de Richard Wagner, Cosima Liszt, quien le presentó las obras de su marido. En otoño, la pareja regresó a Alemania y se mudó a Dessau, donde se instalaron cómodamente. María Luisa no se sentía cómoda allí debido a la estricta etiqueta de la corte, por lo que luego se mudaron a Berlín, donde Ariberto era dueño de una finca.
Al poco tiempo, las primeras dificultades en el matrimonio se hicieron evidentes. Desde el principio quedó claro que la pareja apenas compartía preferencias o actividades en común. Ariberto y María Luisa rara vez pasaban tiempo juntos; a veces la pareja no se veía durante varios días, aunque estaban en la misma casa. Además, Ariberto mostró más interés en sus deberes militares que en su esposa, y a menudo la dejaba sola. Después de todo, prefería la compañía de sus compañeros soldados más que la de ella.
María Luisa, aburrida y constreñida por las estrictas convenciones de la corte de Dessau, se dio cuenta de que Ariberto solo se había casado con ella para ocultar su homosexualidad y proteger su reputación. También tuvo que heredar al hijo menor de la pequeña perspectiva de su padre, el ducado o activos sustanciales. El matrimonio con un miembro de la aristocracia británica, la dote esperada y las conexiones con los círculos de élite le parecieron atractivos. En los años siguientes, ambos cónyuges se distanciaron cada vez más el uno del otro; Ariberto se quedó principalmente en Berlín, María Luisa lo veía ocasionalmente solo en cenas esporádicas. Ella comentó sobre esto de la siguiente manera: “No me quería, mi presencia era una molestia para él, y éramos dos completos desconocidos que vivíamos bajo el mismo techo. De vez en cuando nos encontrábamos en la cena cuando teníamos invitados, podían pasar días sin que nos viéramos, y de la entusiasta chica de dieciocho años me convertí en una mujer desilusionada ".
María Luisa estaba en un viaje de vacaciones a los Estados Unidos y Canadá en diciembre de 1900 cuando recibió un telegrama de su suegro, solicitándole que regresara a Dessau inmediatamente. Una hora más tarde, recibió un telegrama de la reina Victoria, pidiendo a su nieta que fuera a verla a Gran Bretaña. Cuando María Luisa llegó a Cumberland Lodge, se le informó que el duque Federico había disuelto el matrimonio de su hijo a petición suya. El matrimonio fue anulado el 13 de diciembre de 1900. La homosexualidad de Ariberto se da a menudo como la razón de la cancelación. María Luisa finalmente regresó a Inglaterra después de estos eventos y tomó su apellido de soltera. El matrimonio no tuvo hijos y probablemente nunca se consumó. Dado que consideraba que los votos matrimoniales eran vinculantes, nunca se volvió a casar. Sus memorias, sin embargo, indican también la infelicidad sobre su experiencia matrimonial y su evidente disgusto con su exmarido. Su tío, que más tarde se convirtió en el rey Eduardo VII, comentó sobre la situación de su sobrina con las palabras: "Oh, pobre Luisa, ella regresó como se fue - como una virgen".

## Deberes reales
Después de la anulación de su matrimonio, la princesa María Luisa se dedicó a organizaciones de caridad y al mecenazgo de las artes. Inspiró la creación de la Casa de Muñecas de la Reina María para exponer el trabajo de los artesanos británicos. Llegó a establecer el Club de Niñas en Bermondsey, que sirvió como hospital durante la Primera Guerra Mundial. También fue activa trabajadora de la Enfermería Princesa Cristián en Windsor.
Como princesa y miembro de la familia real, asistió a todas las citas oficiales de la familia real como funerales, procesiones y coronaciones. Asistió a cuatro coronaciones en la Abadía de Westminster, a la de Eduardo VII y la reina Alejandra en 1901, la de Jorge V y la reina María en 1911, la de Jorge VI y su esposa, la reina Isabel en 1937, y la de Isabel II en 1953.

## Primera Guerra Mundial y años después
Aunque María Luisa prefirió vivir en Londres después de su regreso a Inglaterra, donde compró una casa en Queensberry Place, se mudó temporalmente al Palacio de Kensington con su tía, Beatriz, durante la Primera Guerra Mundial.
En julio de 1917, cuando Jorge V cambió en nombre de la Casa Real británica de Casa de Sajonia-Coburgo-Gotha a la Casa de Windsor, también pidió a sus numerosos familiares que fueran súbditos británicos que renunciara a toda clase de títulos, estilos y apellidos de origen alemán. Dado que su padre renunció a su nombre alemán, la princesa María Luisa y su hermana, la princesa Elena Victoria, llegaron a ser simplemente conocidas como "Su Alteza la princesa María Luisa" y "Su Alteza la princesa Elena Victoria", dándoles la extraña distinción de ser princesas, pero no princesas de alguna familia real en particular. Esta titulación difería de la aceptada por otros parientes de Jorge V, que habían renunciado a sus títulos de príncipe, no sólo en la denominación alemana, y habían adquirido títulos de nobleza británica. Bajo este precedente, María Luisa y su hermana probablemente hubieran sido conocidas como "Lady María Luisa nuevo apellido" y "Lady Elena Victoria nuevo apellido".
Después de la muerte de su padre en octubre de 1917, se mudó con su hermana y su madre, y vivió con ellas alternativamente en Cumberland Lodge y Schomburg House. Tras la muerte de su madre en 1923, entre las hermanas se repartieron las labores de caridad y representación.
En el período de entreguerras, María Luisa jugó un papel decisivo en el desarrollo de Queen Mary's Dolls' House, una casa en miniatura diseñada por Edwin Lutyens en la que se exhiben obras de reconocidos artesanos, artistas y autores británicos. María Luisa también fue activa como música, fue considerada una excelente bailarina y se dedicó a la lingüística y la pintura de acuarela en su tiempo libre.

## Últimos años
Después de la Segunda Guerra Mundial, María Luisa y su hermana Elena Victoria se mudaron a la casa del número 10 de Fitzmaurice Place en Berkley Square, en Londres. Tenía una muy buena relación con el rey Jorge VI y su familia. A lo largo de su vida había viajado a muchos países, incluidos Estados Unidos, Sudamérica, Sudáfrica, Australia y Canadá. Tomó su primer vuelo a la edad de 80 años cuando voló de Londres al lago de Ginebra para unas vacaciones de tres semanas. María Luisa era considerada un miembro poco convencional de la familia real, que evitaba la pompa y el alboroto por su persona. Se informó que fue la primera miembro en fumar en público. También utilizó el transporte público, como los autobuses, y bailó en la calle con un vendedor ambulante de Londres.  
En 1956 publicó sus memorias, Mis recuerdos de seis reinados. Ella murió poco después de la publicación en su residencia en Londres, 10 de Fitzmaurice Place, Berkeley Square, el 8 de diciembre de 1956, a la edad de 84 años. El 14 de diciembre el funeral se llevó a cabo en la Capilla de San Jorge, en el Castillo de Windsor, donde sería depositada en la bóveda real momentáneamente. Fue enterrada definitivamente el 14 de abril de 1957, junto a su hermana y sus padres en el Cementerio Real en Frogmore, en Windsor Great Park.
La princesa María Luisa era frecuente visitante del Santuario Anglicano de Nuestra Señora de Walsingham antes de la Segunda Guerra Mundial. En informe procedente del vicario de Londres decía que en su visita a la iglesia vio el santuario de Nuestra Señora y exclamó: "¡Oh! Nuestra Señora de Walsingham". El Padre X dijo: "¿Ha estado usted allí?" "¡Por supuesto que sí! Yo soy la primera de nuestra familia en visitarlo desde Enrique VIII".

## Títulos y órdenes

Monograma real de María Luisa.

### Títulos
- 12 de agosto de 1872-6 de julio de 1891: Su Alteza la princesa María Luisa de Schleswig-Holstein.
- 6 de julio de 1891-13 de diciembre de 1900: Su Alteza la princesa Ariberto de Anhalt.
- 13 de diciembre de 1900-1917: Su Alteza la princesa María Luisa de Schleswig-Holstein.
- 1917-8 de diciembre de 1956: Su Alteza la princesa María Luisa.

### Órdenes
- 1893:  Dama de segunda clase de la Real Orden de Victoria y Alberto.[1] ( Reino Unido)
- 1919:  Dama gran cruz de la Orden del Imperio Británico ( Imperio británico).
- 1953:  Dama gran cruz de la Real Orden Victoriana ( Reino Unido).
- Compañera de la Orden de la Estrella de la India ( Imperio británico).
- Dama de la Real Cruz Roja ( Reino Unido).

## Ancestros
| \| \| \| \| \| \| \| \| \| \| \| \| \| \| \| \| \| \| \| \| 16. Duque Federico Cristián I de Schleswig-Holstein-Sonderburg-Augustenburg \| \| \| \| \| \| \| \| \| \| \| \| \| \| \| \| \| \| \| \| \| \| \| \| \| \| \| \| \| \| \| \| \| \| \| \| \| \| \| \| \| \| \| \| \| \| \| \| \| \| \| \| \| \| 8. Duque Federico Cristián II de Schleswig-Holstein-Sonderburg-Augustenburg \| \| \| \| \| \| \| \| \| \| \| \| \| \| \| \| \| \| \| \| \| \| \| \| \| \| \| \| \| \| \| \| \| \| \| \| \| \| \| \| \| \| \| \| \| \| \| \| \| \| \| \| \| \| 17. Princesa Carlota Amalia Guillermina de Schleswig-Holstein-Sonderburg-Plön \| \| \| \| \| \| \| \| \| \| \| \| \| \| \| \| \| \| \| \| \| \| \| \| \| \| \| \| \| \| \| \| \| \| \| \| \| \| \| \| \| \| \| \| \| \| \| \| \| \| \| \| \| \| 4. Duque Cristián Augusto II de Schleswig-Holstein-Sonderburg-Augustenburgo \| \| \| \| \| \| \| \| \| \| \| \| \| \| \| \| \| \| \| \| \| \| \| \| \| \| \| \| \| \| \| \| \| \| \| \| \| \| \| \| \| \| \| \| \| \| \| \| \| \| \| \| \| \| 18. Rey Cristián VII de Dinamarca \| \| \| \| \| \| \| \| \| \| \| \| \| \| \| \| \| \| \| \| \| \| \| \| \| \| \| \| \| \| \| \| \| \| \| \| \| \| \| \| \| \| \| \| \| \| \| \| \| \| \| \| \| \| 9. Princesa Luisa Augusta de Dinamarca \| \| \| \| \| \| \| \| \| \| \| \| \| \| \| \| \| \| \| \| \| \| \| \| \| \| \| \| \| \| \| \| \| \| \| \| \| \| \| \| \| \| \| \| \| \| \| \| \| \| \| \| \| \| 19. Princesa Carolina Matilde de Gran Bretaña \| \| \| \| \| \| \| \| \| \| \| \| \| \| \| \| \| \| \| \| \| \| \| \| \| \| \| \| \| \| \| \| \| \| \| \| \| \| \| \| \| \| \| \| \| \| \| \| \| \| \| \| \| \| 2. Príncipe Cristián de Schleswig-Holstein \| \| \| \| \| \| \| \| \| \| \| \| \| \| \| \| \| \| \| \| \| \| \| \| \| \| \| \| \| \| \| \| \| \| \| \| \| \| \| \| \| \| \| \| \| \| \| \| \| \| \| \| \| \| 20. Conde Federico Cristián de Danneskiold-Samsøe \| \| \| \| \| \| \| \| \| \| \| \| \| \| \| \| \| \| \| \| \| \| \| \| \| \| \| \| \| \| \| \| \| \| \| \| \| \| \| \| \| \| \| \| \| \| \| \| \| \| \| \| \| \| 10. Conde Cristián Conrado de Danneskiold-Samsøe \| \| \| \| \| \| \| \| \| \| \| \| \| \| \| \| \| \| \| \| \| \| \| \| \| \| \| \| \| \| \| \| \| \| \| \| \| \| \| \| \| \| \| \| \| \| \| \| \| \| \| \| \| \| 21. Federica Luisa von Kleist \| \| \| \| \| \| \| \| \| \| \| \| \| \| \| \| \| \| \| \| \| \| \| \| \| \| \| \| \| \| \| \| \| \| \| \| \| \| \| \| \| \| \| \| \| \| \| \| \| \| \| \| \| \| 5. Condesa Luisa Sofía de Danneskiold-Samsøe \| \| \| \| \| \| \| \| \| \| \| \| \| \| \| \| \| \| \| \| \| \| \| \| \| \| \| \| \| \| \| \| \| \| \| \| \| \| \| \| \| \| \| \| \| \| \| \| \| \| \| \| \| \| 22. Federico Cristián Kaas \| \| \| \| \| \| \| \| \| \| \| \| \| \| \| \| \| \| \| \| \| \| \| \| \| \| \| \| \| \| \| \| \| \| \| \| \| \| \| \| \| \| \| \| \| \| \| \| \| \| \| \| \| \| 11. Johanne Henriette Valentine Kaas \| \| \| \| \| \| \| \| \| \| \| \| \| \| \| \| \| \| \| \| \| \| \| \| \| \| \| \| \| \| \| \| \| \| \| \| \| \| \| \| \| \| \| \| \| \| \| \| \| \| \| \| \| \| 23. Edele Sofía Kaas \| \| \| \| \| \| \| \| \| \| \| \| \| \| \| \| \| \| \| \| \| \| \| \| \| \| \| \| \| \| \| \| \| \| \| \| \| \| \| \| \| \| \| \| \| \| \| \| \| \| \| \| \| \| 1. Príncipe María Luisa de Schleswig-Holstein \| \| \| \| \| \| \| \| \| \| \| \| \| \| \| \| \| \| \| \| \| \| \| \| \| \| \| \| \| \| \| \| \| \| \| \| \| \| \| \| \| \| \| \| \| \| \| \| \| \| \| \| \| \| 24. Duque Francisco de Sajonia-Coburgo-Saalfeld \| \| \| \| \| \| \| \| \| \| \| \| \| \| \| \| \| \| \| \| \| \| \| \| \| \| \| \| \| \| \| \| \| \| \| \| \| \| \| \| \| \| \| \| \| \| \| \| \| \| \| \| \| \| 12. Duque Ernesto I de Sajonia-Coburgo-Gotha \| \| \| \| \| \| \| \| \| \| \| \| \| \| \| \| \| \| \| \| \| \| \| \| \| \| \| \| \| \| \| \| \| \| \| \| \| \| \| \| \| \| \| \| \| \| \| \| \| \| \| \| \| \| 25. Princesa Augusta de Reuss-Ebersdorf \| \| \| \| \| \| \| \| \| \| \| \| \| \| \| \| \| \| \| \| \| \| \| \| \| \| \| \| \| \| \| \| \| \| \| \| \| \| \| \| \| \| \| \| \| \| \| \| \| \| \| \| \| \| 6. Príncipe Alberto de Sajonia-Coburgo-Gotha \| \| \| \| \| \| \| \| \| \| \| \| \| \| \| \| \| \| \| \| \| \| \| \| \| \| \| \| \| \| \| \| \| \| \| \| \| \| \| \| \| \| \| \| \| \| \| \| \| \| \| \| \| \| 26. Duque Augusto de Sajonia-Gotha-Altemburgo \| \| \| \| \| \| \| \| \| \| \| \| \| \| \| \| \| \| \| \| \| \| \| \| \| \| \| \| \| \| \| \| \| \| \| \| \| \| \| \| \| \| \| \| \| \| \| \| \| \| \| \| \| \| 13. Princesa Luisa de Sajonia-Gotha-Altemburgo \| \| \| \| \| \| \| \| \| \| \| \| \| \| \| \| \| \| \| \| \| \| \| \| \| \| \| \| \| \| \| \| \| \| \| \| \| \| \| \| \| \| \| \| \| \| \| \| \| \| \| \| \| \| 27. Duquesa Luisa Carlota de Mecklemburgo-Schwerin \| \| \| \| \| \| \| \| \| \| \| \| \| \| \| \| \| \| \| \| \| \| \| \| \| \| \| \| \| \| \| \| \| \| \| \| \| \| \| \| \| \| \| \| \| \| \| \| \| \| \| \| \| \| 3. Princesa Elena del Reino Unido \| \| \| \| \| \| \| \| \| \| \| \| \| \| \| \| \| \| \| \| \| \| \| \| \| \| \| \| \| \| \| \| \| \| \| \| \| \| \| \| \| \| \| \| \| \| \| \| \| \| \| \| \| \| 28. Rey Jorge III del Reino Unido \| \| \| \| \| \| \| \| \| \| \| \| \| \| \| \| \| \| \| \| \| \| \| \| \| \| \| \| \| \| \| \| \| \| \| \| \| \| \| \| \| \| \| \| \| \| \| \| \| \| \| \| \| \| 14. Príncipe Eduardo, duque de Kent y Strathearn \| \| \| \| \| \| \| \| \| \| \| \| \| \| \| \| \| \| \| \| \| \| \| \| \| \| \| \| \| \| \| \| \| \| \| \| \| \| \| \| \| \| \| \| \| \| \| \| \| \| \| \| \| \| 29. Duquesa Carlota de Mecklemburgo-Strelitz \| \| \| \| \| \| \| \| \| \| \| \| \| \| \| \| \| \| \| \| \| \| \| \| \| \| \| \| \| \| \| \| \| \| \| \| \| \| \| \| \| \| \| \| \| \| \| \| \| \| \| \| \| \| 7. Reina Victoria del Reino Unido \| \| \| \| \| \| \| \| \| \| \| \| \| \| \| \| \| \| \| \| \| \| \| \| \| \| \| \| \| \| \| \| \| \| \| \| \| \| \| \| \| \| \| \| \| \| \| \| \| \| \| \| \| \| 30. Duque Francisco de Sajonia-Coburgo-Saalfeld (= 24) \| \| \| \| \| \| \| \| \| \| \| \| \| \| \| \| \| \| \| \| \| \| \| \| \| \| \| \| \| \| \| \| \| \| \| \| \| \| \| \| \| \| \| \| \| \| \| \| \| \| \| \| \| \| 15. Princesa Victoria de Sajonia-Coburgo-Saalfeld \| \| \| \| \| \| \| \| \| \| \| \| \| \| \| \| \| \| \| \| \| \| \| \| \| \| \| \| \| \| \| \| \| \| \| \| \| \| \| \| \| \| \| \| \| \| \| \| \| \| \| \| \| \| 31. Princesa Augusta de Reuss-Ebersdorf (= 25) \| \| \| \| \| \| \| \| \| \| \| \| \| \| \| \| \| \| \| \| \| \| \| \| \| \| \| \| \| \| \| \| \| \| \| \| \| \| \| \| \| \| \| \| \| \| \| \| \| \| \| \| |                                                                               |  |  |  |  |  |  |  |  |  |  |  |  |  |  |  |
| |                                                                               |  |  |  |  |  |  |  |  |  |  |  |  |  |  |  |
| | 16. Duque Federico Cristián I de Schleswig-Holstein-Sonderburg-Augustenburg   |  |  |  |  |  |  |  |  |  |  |  |  |  |  |  |
| |                                                                               |  |  |  |  |  |  |  |  |  |  |  |  |  |  |  |
| |                                                                               |  |  |  |  |  |  |  |  |  |  |  |  |  |  |  |
| | 8. Duque Federico Cristián II de Schleswig-Holstein-Sonderburg-Augustenburg   |  |  |  |  |  |  |  |  |  |  |  |  |  |  |  |
| |                                                                               |  |  |  |  |  |  |  |  |  |  |  |  |  |  |  |
| |                                                                               |  |  |  |  |  |  |  |  |  |  |  |  |  |  |  |
| | 17. Princesa Carlota Amalia Guillermina de Schleswig-Holstein-Sonderburg-Plön |  |  |  |  |  |  |  |  |  |  |  |  |  |  |  |
| |                                                                               |  |  |  |  |  |  |  |  |  |  |  |  |  |  |  |
| |                                                                               |  |  |  |  |  |  |  |  |  |  |  |  |  |  |  |
| | 4. Duque Cristián Augusto II de Schleswig-Holstein-Sonderburg-Augustenburgo   |  |  |  |  |  |  |  |  |  |  |  |  |  |  |  |
| |                                                                               |  |  |  |  |  |  |  |  |  |  |  |  |  |  |  |
| |                                                                               |  |  |  |  |  |  |  |  |  |  |  |  |  |  |  |
| | 18. Rey Cristián VII de Dinamarca                                             |  |  |  |  |  |  |  |  |  |  |  |  |  |  |  |
| |                                                                               |  |  |  |  |  |  |  |  |  |  |  |  |  |  |  |
| |                                                                               |  |  |  |  |  |  |  |  |  |  |  |  |  |  |  |
| | 9. Princesa Luisa Augusta de Dinamarca                                        |  |  |  |  |  |  |  |  |  |  |  |  |  |  |  |
| |                                                                               |  |  |  |  |  |  |  |  |  |  |  |  |  |  |  |
| |                                                                               |  |  |  |  |  |  |  |  |  |  |  |  |  |  |  |
| | 19. Princesa Carolina Matilde de Gran Bretaña                                 |  |  |  |  |  |  |  |  |  |  |  |  |  |  |  |
| |                                                                               |  |  |  |  |  |  |  |  |  |  |  |  |  |  |  |
| |                                                                               |  |  |  |  |  |  |  |  |  |  |  |  |  |  |  |
| | 2. Príncipe Cristián de Schleswig-Holstein                                    |  |  |  |  |  |  |  |  |  |  |  |  |  |  |  |
| |                                                                               |  |  |  |  |  |  |  |  |  |  |  |  |  |  |  |
| |                                                                               |  |  |  |  |  |  |  |  |  |  |  |  |  |  |  |
| | 20. Conde Federico Cristián de Danneskiold-Samsøe                             |  |  |  |  |  |  |  |  |  |  |  |  |  |  |  |
| |                                                                               |  |  |  |  |  |  |  |  |  |  |  |  |  |  |  |
| |                                                                               |  |  |  |  |  |  |  |  |  |  |  |  |  |  |  |
| | 10. Conde Cristián Conrado de Danneskiold-Samsøe                              |  |  |  |  |  |  |  |  |  |  |  |  |  |  |  |
| |                                                                               |  |  |  |  |  |  |  |  |  |  |  |  |  |  |  |
| |                                                                               |  |  |  |  |  |  |  |  |  |  |  |  |  |  |  |
| | 21. Federica Luisa von Kleist                                                 |  |  |  |  |  |  |  |  |  |  |  |  |  |  |  |
| |                                                                               |  |  |  |  |  |  |  |  |  |  |  |  |  |  |  |
| |                                                                               |  |  |  |  |  |  |  |  |  |  |  |  |  |  |  |
| | 5. Condesa Luisa Sofía de Danneskiold-Samsøe                                  |  |  |  |  |  |  |  |  |  |  |  |  |  |  |  |
| |                                                                               |  |  |  |  |  |  |  |  |  |  |  |  |  |  |  |
| |                                                                               |  |  |  |  |  |  |  |  |  |  |  |  |  |  |  |
| | 22. Federico Cristián Kaas                                                    |  |  |  |  |  |  |  |  |  |  |  |  |  |  |  |
| |                                                                               |  |  |  |  |  |  |  |  |  |  |  |  |  |  |  |
| |                                                                               |  |  |  |  |  |  |  |  |  |  |  |  |  |  |  |
| | 11. Johanne Henriette Valentine Kaas                                          |  |  |  |  |  |  |  |  |  |  |  |  |  |  |  |
| |                                                                               |  |  |  |  |  |  |  |  |  |  |  |  |  |  |  |
| |                                                                               |  |  |  |  |  |  |  |  |  |  |  |  |  |  |  |
| | 23. Edele Sofía Kaas                                                          |  |  |  |  |  |  |  |  |  |  |  |  |  |  |  |
| |                                                                               |  |  |  |  |  |  |  |  |  |  |  |  |  |  |  |
| |                                                                               |  |  |  |  |  |  |  |  |  |  |  |  |  |  |  |
| | 1. Príncipe María Luisa de Schleswig-Holstein                                 |  |  |  |  |  |  |  |  |  |  |  |  |  |  |  |
| |                                                                               |  |  |  |  |  |  |  |  |  |  |  |  |  |  |  |
| |                                                                               |  |  |  |  |  |  |  |  |  |  |  |  |  |  |  |
| | 24. Duque Francisco de Sajonia-Coburgo-Saalfeld                               |  |  |  |  |  |  |  |  |  |  |  |  |  |  |  |
| |                                                                               |  |  |  |  |  |  |  |  |  |  |  |  |  |  |  |
| |                                                                               |  |  |  |  |  |  |  |  |  |  |  |  |  |  |  |
| | 12. Duque Ernesto I de Sajonia-Coburgo-Gotha                                  |  |  |  |  |  |  |  |  |  |  |  |  |  |  |  |
| |                                                                               |  |  |  |  |  |  |  |  |  |  |  |  |  |  |  |
| |                                                                               |  |  |  |  |  |  |  |  |  |  |  |  |  |  |  |
| | 25. Princesa Augusta de Reuss-Ebersdorf                                       |  |  |  |  |  |  |  |  |  |  |  |  |  |  |  |
| |                                                                               |  |  |  |  |  |  |  |  |  |  |  |  |  |  |  |
| |                                                                               |  |  |  |  |  |  |  |  |  |  |  |  |  |  |  |
| | 6. Príncipe Alberto de Sajonia-Coburgo-Gotha                                  |  |  |  |  |  |  |  |  |  |  |  |  |  |  |  |
| |                                                                               |  |  |  |  |  |  |  |  |  |  |  |  |  |  |  |
| |                                                                               |  |  |  |  |  |  |  |  |  |  |  |  |  |  |  |
| | 26. Duque Augusto de Sajonia-Gotha-Altemburgo                                 |  |  |  |  |  |  |  |  |  |  |  |  |  |  |  |
| |                                                                               |  |  |  |  |  |  |  |  |  |  |  |  |  |  |  |
| |                                                                               |  |  |  |  |  |  |  |  |  |  |  |  |  |  |  |
| | 13. Princesa Luisa de Sajonia-Gotha-Altemburgo                                |  |  |  |  |  |  |  |  |  |  |  |  |  |  |  |
| |                                                                               |  |  |  |  |  |  |  |  |  |  |  |  |  |  |  |
| |                                                                               |  |  |  |  |  |  |  |  |  |  |  |  |  |  |  |
| | 27. Duquesa Luisa Carlota de Mecklemburgo-Schwerin                            |  |  |  |  |  |  |  |  |  |  |  |  |  |  |  |
| |                                                                               |  |  |  |  |  |  |  |  |  |  |  |  |  |  |  |
| |                                                                               |  |  |  |  |  |  |  |  |  |  |  |  |  |  |  |
| | 3. Princesa Elena del Reino Unido                                             |  |  |  |  |  |  |  |  |  |  |  |  |  |  |  |
| |                                                                               |  |  |  |  |  |  |  |  |  |  |  |  |  |  |  |
| |                                                                               |  |  |  |  |  |  |  |  |  |  |  |  |  |  |  |
| | 28. Rey Jorge III del Reino Unido                                             |  |  |  |  |  |  |  |  |  |  |  |  |  |  |  |
| |                                                                               |  |  |  |  |  |  |  |  |  |  |  |  |  |  |  |
| |                                                                               |  |  |  |  |  |  |  |  |  |  |  |  |  |  |  |
| | 14. Príncipe Eduardo, duque de Kent y Strathearn                              |  |  |  |  |  |  |  |  |  |  |  |  |  |  |  |
| |                                                                               |  |  |  |  |  |  |  |  |  |  |  |  |  |  |  |
| |                                                                               |  |  |  |  |  |  |  |  |  |  |  |  |  |  |  |
| | 29. Duquesa Carlota de Mecklemburgo-Strelitz                                  |  |  |  |  |  |  |  |  |  |  |  |  |  |  |  |
| |                                                                               |  |  |  |  |  |  |  |  |  |  |  |  |  |  |  |
| |                                                                               |  |  |  |  |  |  |  |  |  |  |  |  |  |  |  |
| | 7. Reina Victoria del Reino Unido                                             |  |  |  |  |  |  |  |  |  |  |  |  |  |  |  |
| |                                                                               |  |  |  |  |  |  |  |  |  |  |  |  |  |  |  |
| |                                                                               |  |  |  |  |  |  |  |  |  |  |  |  |  |  |  |
| | 30. Duque Francisco de Sajonia-Coburgo-Saalfeld (= 24)                        |  |  |  |  |  |  |  |  |  |  |  |  |  |  |  |
| |                                                                               |  |  |  |  |  |  |  |  |  |  |  |  |  |  |  |
| |                                                                               |  |  |  |  |  |  |  |  |  |  |  |  |  |  |  |
| | 15. Princesa Victoria de Sajonia-Coburgo-Saalfeld                             |  |  |  |  |  |  |  |  |  |  |  |  |  |  |  |
| |                                                                               |  |  |  |  |  |  |  |  |  |  |  |  |  |  |  |
| |                                                                               |  |  |  |  |  |  |  |  |  |  |  |  |  |  |  |
| | 31. Princesa Augusta de Reuss-Ebersdorf (= 25)                                |  |  |  |  |  |  |  |  |  |  |  |  |  |  |  |
| |                                                                               |  |  |  |  |  |  |  |  |  |  |  |  |  |  |  |
| |                                                                               |  |  |  |  |  |  |  |  |  |  |  |  |  |  |  |